# Juan Carlos Loustau
Juan Carlos Loustau (Buenos Aires, 13 de julio de 1947) es un ex árbitro internacional de fútbol argentino, quien representó al país en la Copa Mundial de la FIFA Italia 1990 entre otros torneos de renombre. Arbitró durante las décadas de los ochenta y noventa, debutando en la primera divisón en 1979 y arbitrando su último cotejo en 1993. Sus hijos, Patricio —ya retirado— y Juan Pablo, también continuaron la profesión.

## Como árbitro internacional
Loustau fue árbitro FIFA desde 1981 hasta 1992, un año antes de su retiro profesional. Participó en la Copa Mundial de la FIFA Italia 1990, en la Copa Mundial de Fútbol Sub-20 de 1987 y también en la Copa América 1989 y 1991.
Arbitró dos finales de Copa Libertadores: el partido de vuelta de la edición de 1989, con la victoria de Atlético Nacional 2:0 sobre Olimpia, y el también definitorio de 1990, que terminó en empate 1:1 entre Barcelona Sporting Club y otra vez Olimpia, que ganó por el global (3:1).

## Polémicas
En 1981, dirigió Colón-Boca, por el Torneo Metropolitano, y su arbitraje fue tan polémico que los jugadores de Colón, como protesta, se retiraron del campo de juego, dándose así por finalizado el partido, que ganó Boca 2 a 0. 
En 1983, dirigió San Martín de Tucumán-Argentinos Juniors, por el Torneo Nacional, y su arbitraje irritó tanto a la parcialidad local que unos hinchas tucumanos lo emboscaron camino al aeropuerto, y lo agredieron con golpes.
Además, fue el árbitro que estuvo en el Maracanazo del Cóndor Rojas

## Honores
Entre uno de sus honores se encuentran que en 1992 fue elegido como el segundo mejor árbitro del año según la IFFHS

## Distinciones individuales
| Distinción                                   | Año  |
| -------------------------------------------- | ---- |
| Segundo mejor árbitro del año según la IFFHS | 1992 |